# Српце
Српце је насеље у Србији у општини Кучево у Браничевском округу. Према попису из 2022. било је 68 становника.

## Демографија
У насељу Српце живи 135 пунолетних становника, а просечна старост становништва износи 52,1 година (49,0 код мушкараца и 54,8 код жена). У насељу има 59 домаћинстава, а просечан број чланова по домаћинству је 2,56.
Ово насеље је углавном насељено Србима (према попису из 2002. године), а у последња три пописа, примећен је пад у броју становника.
|  |

| Демографија | Демографија | Демографија |
| Година      | Становника  | Становника  |
| ----------- | ----------- | ----------- |
| 1948.       | 294         |             |
| 1953.       | 285         |             |
| 1961.       | 332         |             |
| 1971.       | 329         |             |
| 1981.       | 307         |             |
| 1991.       | 293         | 227         |
| 2002.       | 151         | 267         |
| 2011.       | 111         |             |

| Етнички састав према попису из 2002.‍ | Етнички састав према попису из 2002.‍ | Етнички састав према попису из 2002.‍ | Етнички састав према попису из 2002.‍ | Етнички састав према попису из 2002.‍ |
| ------------------------------------ | ------------------------------------ | ------------------------------------ | ------------------------------------ | ------------------------------------ |
|                                      |                                      |                                      |                                      |                                      |
| Срби                                 | Срби                                 |                                      | 128                                  | 84,76%                               |
| Власи                                | Власи                                |                                      | 22                                   | 14,56%                               |
| непознато                            | непознато                            |                                      | 1                                    | 0,66%                                |

| Година пописа     | 1948. | 1953. | 1961. | 1971. | 1981. | 1991. | 2002. |
| ----------------- | ----- | ----- | ----- | ----- | ----- | ----- | ----- |
| Број домаћинстава | 68    | 69    | 70    | 72    | 65    | 61    | 59    |

| Број чланова      | 1  | 2  | 3 | 4 | 5 | 6 | 7 | 8 | 9 | 10 и више | Просек |
| ----------------- | -- | -- | - | - | - | - | - | - | - | --------- | ------ |
| Број домаћинстава | 20 | 15 | 9 | 7 | 4 | 2 | 2 | 0 | 0 | 0         | 2,56   |

| Пол    | Укупно | Неожењен/Неудата | Ожењен/Удата | Удовац/Удовица | Разведен/Разведена | Непознато |
| ------ | ------ | ---------------- | ------------ | -------------- | ------------------ | --------- |
| Мушки  | 64     | 13               | 40           | 11             | 0                  | 0         |
| Женски | 76     | 6                | 39           | 25             | 4                  | 2         |
| УКУПНО | 140    | 19               | 79           | 36             | 4                  | 2         |

| Пол    | Укупно                    | Пољопривреда, лов и шумарство | Рибарство                            | Вађење руде и камена | Прерађивачка индустрија       |
| ------ | ------------------------- | ----------------------------- | ------------------------------------ | -------------------- | ----------------------------- |
| Мушки  | 35                        | 23                            | 0                                    | 1                    | 2                             |
| Женски | 37                        | 32                            | 0                                    | 0                    | 1                             |
| УКУПНО | 72                        | 55                            | 0                                    | 1                    | 3                             |
| Пол    | Производња и снабдевање   | Грађевинарство                | Трговина                             | Хотели и ресторани   | Саобраћај, складиштење и везе |
| Мушки  | 0                         | 0                             | 1                                    | 1                    | 5                             |
| Женски | 0                         | 0                             | 1                                    | 1                    | 0                             |
| УКУПНО | 0                         | 0                             | 2                                    | 2                    | 5                             |
| Пол    | Финансијско посредовање   | Некретнине                    | Државна управа и одбрана             | Образовање           | Здравствени и социјални рад   |
| Мушки  | 1                         | 0                             | 1                                    | 0                    | 0                             |
| Женски | 0                         | 0                             | 0                                    | 2                    | 0                             |
| УКУПНО | 1                         | 0                             | 1                                    | 2                    | 0                             |
| Пол    | Остале услужне активности | Приватна домаћинства          | Екстериторијалне организације и тела | Непознато            | Непознато                     |
| Мушки  | 0                         | 0                             | 0                                    | 0                    | 0                             |
| Женски | 0                         | 0                             | 0                                    | 0                    | 0                             |
| УКУПНО | 0                         | 0                             | 0                                    | 0                    | 0                             |